# Георгиос Сеферис
Георгиос Сеферис (на гръцки: Γιώργος Σεφέρης), псевдоним на Йоргос Сефериадис, е гръцки поет, писател и дипломат.
Смятан за един от най-значимите гръцки поети на XX век, той получава Нобелова награда за литература през 1963 г. В поезията му присъстват много образи от древногръцката митология, често свързани с Одисей, с когото той се чувства свързан, поради изгнанието си от родната Смирна. Влияние върху Сеферис оказват и Пол Валери, Томас Стърнз Елиът, Константинос Кавафис, Езра Паунд.

## Биография
Георгиос Сеферис е роден през 1900 г. в Урла, близо до Смирна в Мала Азия, в семейството на Стилианос Сефериадис, адвокат, поет и преводач, по-късно преподавател в Атинския университет. През 1914 г. семейството се премества в Атина, където Сеферис завършва гимназия.
От 1918 г. до 1925 г. Сеферис учи право в Сорбоната в Париж. През 1922 г., по време на Гръцко-турската война, след кратко гръцко управление, Смирна отново е превзета от турските войски и много гърци, сред тях и негови роднини, напускат областта. Сеферис посещава града едва през 1950 г.
Сеферис се връща в Атина през 1925 г. и на следващата година постъпва в гръцкото външно министерство, където работи в продължение на 35 години. През 30-те години заема постове в посолствата в Лондон (1931-1934) и Тирана (1936-1938). По това време започва и творческата си дейност, като публикува първата си стихосбирка „Завой“ (1931), превежда много френски поети на гръцки език (Пол Валери, Андре Жид, Пол Елюар, Пиер-Жан Жув, Шарл Кро и други).
През 1941 г., малко преди началото на войната с Германия, той се жени за Мария Зану. По време на Втората световна война Сеферис придружава гръцкото правителство в изгнание в Крит, Египет, Южна Африка и Италия, като се завръща в Атина през 1944 г. След войната работи в посолствата в Анкара (1948-1950) и Лондон (1951-1953), след това е посланик за Ливан, Сирия, Йордания и Ирак (1953-1956). Последният пост преди пенсионирането му е посланик в Лондон (1957-1961).
През 1963 г. Георгиос Сеферис получава Нобелова награда за литература, като става първия грък, награден с нея. През 1969 г. той публикува в Гърция и чужбина известното си „Възвание“ срещу режима на полковниците в страната. Умира на 20 септември 1971 г., а погребението му се превръща в демонстрация срещу военната диктатура.